# Ponceau 3R
Le ponceau 3R, ou C.I. 16155, est un colorant azoïque rouge. Le ponceau 3R est un colorant organique synthétique.